# Тюльпанный (Ростовская область)
Тюльпа́нный — хутор в Дубовском районе Ростовской области. 
Входит в состав Комиссаровского сельского поселения.

## История
В 1963 году населённому пункту фермы № 2 совхоза «Комиссаровский» присвоено наименование хутор Тюльпанный.

## Население
| 1989 | 2002 | 2010 |
| ---- | ---- | ---- |
| 180  | ↘133 | ↘103 |

## Улицы
На хуторе имеется одна улица: Тюльпанная. 